# Phlox richardsonii
Phlox richardsonii är en blågullsväxtart. Phlox richardsonii ingår i släktet floxar, och familjen blågullsväxter.

## Underarter
Arten delas in i följande underarter:
- P. r. alaskensis
- P. r. borealis
- P. r. richardsonii